# Etna
Etna (starořecky Αἴτνη Aitné, v latině Aetna, také známá jako Mungibeddu (krásná hora) v sicilštině a Mongibello v italštině (z latinského mons a arabského gibel, oboje znamená hora)) je nejvyšší činná sopka a jedna z nejmohutnějších sopek v Evropě. Nachází se v Itálii – na východním pobřeží ostrova Sicílie, nedaleko měst Messina a Catania na území stejnojmenného metropolitního města. Sopka byla v roce 2013 zapsána mezi přírodní památky Světového dědictví UNESCO. Její výška v roce 2024 dosáhla 3403 metrů nad mořem, což je vůbec nejvyšší zaznamenaná výška Etny od počátku jejího měření. Jedná se o nejvyšší horu v Itálii jižně od Alp. Etna se rozkládá na 1190 km² s obvodem báze okolo 140 km. Samotná základna sopky je eliptického tvaru o rozměrech 38 × 47 km. Jedná se tak o největší aktivní sopku v Itálii i Evropě, která je přibližně dva a půl krát větší než druhá největší sopka Vesuv.
Etna je jedna z nejvíce aktivních sopek na světě, která je v podstatě neustále aktivní a u které existuje nejdelší doložený záznam erupcí. Projevuje se celou škálou typů sopečných erupcí od strombolského po pliniovský, jedná se o stratovulkán.  Vrcholek Etny je celoročně pokryt sněhovou pokrývkou. Úrodná sopečná půda podporuje extenzivní zemědělství na jejích svazích, pěstování vinné révy a provozování ovocných sadů, které jsou rozmístěny v nižších oblastech svahů sopky a na jižní straně v rovině Catania. Etna se nachází v hustě obydlené oblasti, což zvyšuje její potenciální nebezpečí, jelikož v případě silné erupce by mohla způsobit značné materiální škody a oběti na životech. Z toho důvodu byla společně s dalšími patnácti světovými sopkami zapsána do seznamu Decade Volcanoes. To přináší větší pozornost vědecké obce a umožní podrobný průzkum její sopečné historie.

## Geografický popis
Etna je sopka se složitou morfologií. Půdorysně má tvar elipsy s rozměry 47×38 km, orientovanou v ose sever–jih. Obvod základny měří 210 km a plocha přibližně 1750 km2. Etna je typ sopky, nazývaný jako stratovulkán, tedy vysoké sopečné těleso, skládající se z vrstev pyroklastik (sopečný popel a struska) a lávových proudů. Nejedná se však o jednotné sopečné těleso, které vzniklo jako jedno kompaktní. Vrcholovou část tvoří několika sopečnými struktur, vzniklých v kaldeře Ellittico Caldera, zformovanou před 14–15 tisíci lety. Mezi ně patří čtyři hlavní sopečné krátery: Voragine, Bocca Nuova, Severovýchodní a Jihovýchodní. Ty se do sebe vzájemně zakomponovaly erupcemi a gravitačními kolapsy. Jejich poloha se nemění, kdežto morfologie v průběhu času už ano. Dále se na svazích celé hory vyskytuje asi 250–300 menších škvárových kuželů a parazitních kráterů - toto číslo se neustále mění, jelikož mohou vznikat nové, zatímco jiné mizí přísunem nového sopečného materiálu. Přesto většina aktivita Etny probíhá skrz zmíněné čtyři hlavní vrcholové krátery. 

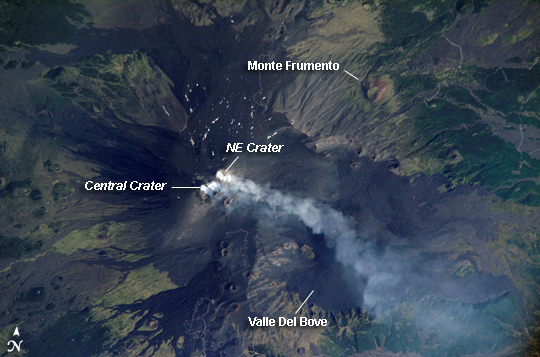
Fotografie ukazuje rozložení základních jednotek sopky

Etna v současné době (2024) dosahuje výšky 3 403 m (kráter Voragine). Ta se, vzhledem k časté sopečné aktivitě, v průběhu let mění. Roku 1981 se po erupci naměřila výška 3350 metrů (Severovýchodní kráter), jenže následkem uvolnění magmatu došlo v průběhu let k postupnému hroucení jeho okrajů, kvůli čemuž se její výška do roku 2009 snížila na 3329 m a v roce 2018 se ustálila na 3326 metrů. V letech 2020–2021 proběhla v Jihovýchodním kráteru série zhruba padesáti intenzivních sopečných erupcí a opětovně výšku hory navýšily na 3357 m. Po strombolských erupcí v červnu 2024 a dvou paroxysmálních erupcí o měsíc později se nejvyšším bodem Etny stal kráter Voragine, který dosáhl nadmořské výšky 3369 m. Poslední měření se uskutečnilo 12. září 2024 a výška stejnojmenného kráteru se navýšila na 3 403 m. Jedná se o nejvyšší zaznamenanou výšku Etny, přičemž nikdy za posledních několik staletí nebyla vyšší.
Až do roku 1911 byl vrcholek Etny tvořen jen jedním sopečným kráterem, který vyrůstal nad původním Centrálním kráterem, kde později vznikly krátery Voragine a Bocca Nuova. Vrchol Etny v současnosti tvoří čtyři hlavní sopečné krátery – Bocca Nuova vzniklý v roce 1968, Voragine vzniklý v roce 1964, Severovýchodní vzniklý v roce 1911 a Jihovýchodní kráter vzniklý v roce 1971. Předpokládá se, že tyto sopečné krátery jsou vzájemně propojeny systémem pravých žil, ale často v dobách jednotlivých erupcí se ukazuje, že se každý kráter umí chovat zcela samostatně.
Celé těleso sopky protíná v severovýchodním směru zlomová oblast, která způsobuje vznik různých prasklin přivádějících často magma na povrch. Nad těmito puklinami často vznikají menší parazitické kužele či kužele z nasypané strusky nebo tufů, celkový počet takovýchto těles je přes tři sta. Některé jsou ve skutečnosti nové malé sopky vysoké pouze několik desítek metrů, jiné mohou být vysoké až několik stovek metrů. Odhaduje se, že celkem se na svazích Etny nachází 250 až 300 samostatných menších těles, ze kterých příležitostně proudí láva. Mezi nejvýznamnější patří Monte Barca, Monte Moio, Monti Rossi či Monti Silvestri. Vznikají jako výsledek svahových erupcí, které jsou pro obyvatele žijící okolo Etny pravděpodobně nejnebezpečnější sopečnou událostí. Tyto kužele nejsou okolo sopky rozmístěny kruhově, ale mají orientaci ve směru zlomů S30°V, čímž vzniká severovýchodní riftovový systém. Menší část kuželů vzniká ve směru S15°Z a S60°V.
Pod Etnou se pravděpodobně stýkají tři výrazné zlomové systémy procházející větší částí Sicílie. První hlavní zlomový systém prochází ve směru SSV-JJZ, druhý pak ve směru VSV-ZJZ a třetí menší VJV-ZSZ. Jedná se o zlomy Monte Kumeta – Alcantara, Messina – Giardini a Tindari – Letojanni. Tato skutečnost může mít důležitý dopad na přívod magmatu do sopky. Samotné těleso sopky je taktéž rozpraskané menšími mělkými zlomy, které mohou mít ale spojitost s gravitačním kolapsem kužele namísto s většími zlomovými systémy procházející Sicílií.

### Vrcholy

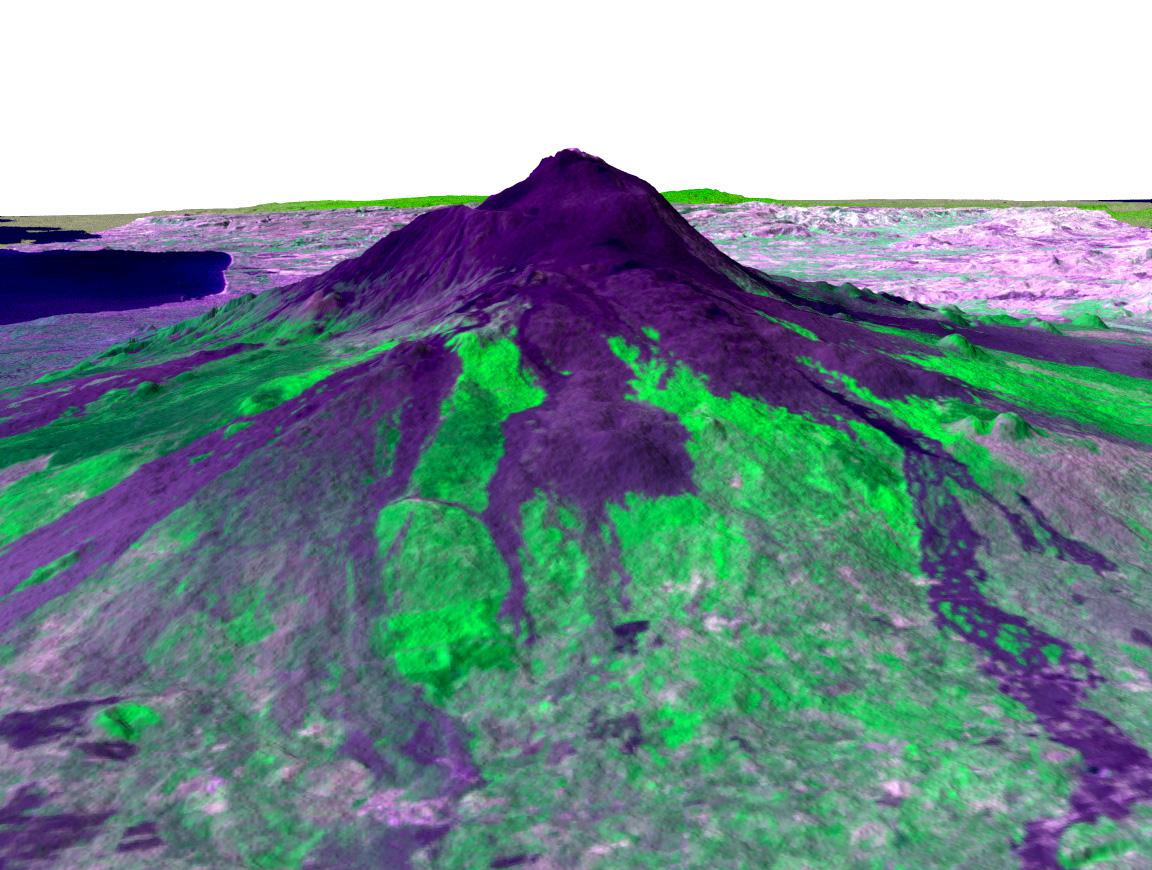
3D pohled na těleso sopky

V roce 2009 měla Etna čtyři hlavní vrcholy. Jsou jimi Bocca Nuova, Voragine, Severovýchodní a Jihovýchodní kráter.

#### Centrální kráter
Až do roku 1911 měla Etna jediný vrchol s Centrálním kráterem v jeho nejvyšší části. Jednalo se o kuželovité těleso 250 metrů vysoké na jehož vrcholu byl 500 metrů široký kráter. Z historických záznamů vyplývá, že se jednalo o kužel vzniklý během 18. století na místě katastrofického sesuvu z roku 1669. Kráter byl výrazně aktivní až do roku 1869. V červenci 1787 se v tomto kráteru odehrála i nejsilnější zdokumentovaná erupce, kdy došlo ke vzniku lávové fontány tryskající až do výšky přes 3000 metrů a lávového proudu 5 km dlouhého. Během druhé poloviny 19. a začátku 20. století se Centrální kráter stal jediným útvarem s téměř kolmými stěnami zdvihajícími se do výšky 150 až 200 metrů. Mezi roky 1916 až 1922 se v severní části kráteru vytvořil nový menší kužel, který zaplňoval centrální část původního kráteru eruptivním materiálem až vznikla rovná terasa, kterou zničil pozdější kolaps.
Ve 40. letech 20. století docházelo k podobným událostem, kdy vzniklo několik menších kuželů a kolapsů. V této době se začal také pomalu formovat kužel, ze kterého později vznikl dnešní kužel Voragine. V roce 1964 vznikly dva nové kužele kolem prasklin, které dovršily zasypání Centrálního kráteru a jeho kompletní pohřbení pod nový materiál.

#### Voragine
Vrchol Voragine se zformoval do dnešní podoby v 60. letech 20. století, ale vznikat začal již ve 40. letech. V roce 1964 došlo k jeho hlavnímu rozvoji, když z praskliny, nad kterou stál, začalo proudit množství materiálu. Během jeho vzniku došlo k zániku Centrálního kráteru. V červenci 2024 dosáhl nadmořské výšky 3369 m a o dva měsíce později 3 403 m, čímž se stal nejvyšším bodem Etny a zároveň jde o nejvyšší zaznamenanou výšku této sopky za posledních několik staletí.

#### Bocca Nuova
Tento vrchol vznikl v roce 1968 v okolí vrcholu Voragine, západně od kužele vzniklého při erupci v roce 1964. Původní velikost kráteru byla 8 metrů v průměru, ale následkem kolapsů jeho okrajů během 30 let existence došlo ke zvětšení až na 350 metrů, kterých dosáhl v roce 1997. Většina menších kuželů v oblasti byla zničena během kolapsů Bocca Nuova, čímž došlo ke snížení nadmořské výšky Etny na 3310 metrů. V 90. letech 20. století docházelo pak postupně k zaplňování tohoto kráteru materiálem, až v roce 1999 byl tento kráter téměř kompletně vyplněn.

#### Severovýchodní a jihovýchodní kráter

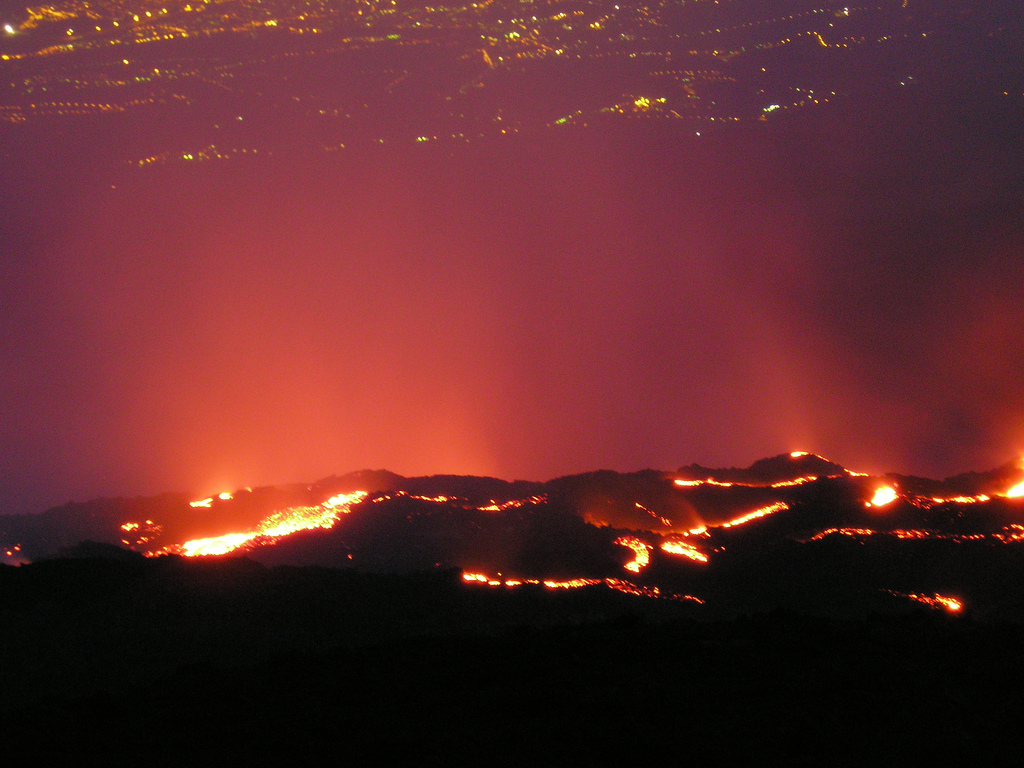
Oblast Valle de Bove v noci během sopečné činnosti

Oba dva krátery začaly vznikat podobně jako výsledek kolapsu kužele na svahu sopky. Jihovýchodní kráter začal vznikat v roce 1971, ale pak se až do roku 1978 odmlčel. Od téhož roku se ozval šesti silnými erupcemi. V roce 1989 se projevoval převážně lávovými fontánami a 5. ledna 1990 hlasitou erupcí. Jihovýchodní kráter byl aktivní následně v roce 2001, kdy dosáhl výšky 3300 metrů nad mořem. Mezi prosincem 2020 a únorem 2022 se v kráteru odehrálo 62 silných paroxysmálních erupcí. Vlivem přísunu nového materiálu se výška kráteru v srpnu 2021 zvýšila na 3357, čímž se stal (až do července 2024) nejvyšším bodem Etny.
Oproti tomu Severovýchodní kráter byl v růstu poznamenán opakovanými kolapsy, které se odehrály v 50. letech 20. století, takže jeho základy se zformovaly na strukturách vzniklých těmito událostmi. Hlavní část kráteru se pak vyvinula až v 70. letech. Na konci tohoto desetiletí došlo k erupcím na dolním okraji kužele Severovýchodní kráteru, které začaly tvořit další menší kužel. Mezi lety 1991 až 1993 došlo k sérii kolapsů, které kráter zmenšily. V roce 1998 došlo vlivem silné erupce v oblasti Voragine k sesuvu jižního svahu Severovýchodního kráteru a překrytí vrcholu několika metry pyroklastického materiálu.

## Historie vzniku
Strukturní a seismické údaje naznačují, že vznik Etny je spojen s regionální deformací projevující se kompresním zlomem v severojižním směru jako výsledek subdukce africké litosférické desky pod euroasijskou desku. Celý proces započal přibližně před 80 milióny lety, kdy se začala Sicílie natáčet vlivem tlaku africké desky. Samotná africká deska popraskala a vytvořila chaotickou strukturu protkanou zlomy, kterými mohlo na povrch začít stoupat magma. Na druhou stranu vznik Etny a dlouhotrvající vulkanismus v oblasti nebyl zcela vysvětlen a existuje několik proti sobě stojících teorií. Stratovulkán Etna vznikl v průběhu pleistocénu a holocénu na starší štítové sopce. Sopečná aktivita začala v oblasti Etny přibližně před půl milionem let podmořskou erupcí v tehdejší příbřežní oblasti Sicílie, čímž došlo ke vzniku submarinních lávových těles s typickou polštářovou strukturou lávy tholeiitického složení. Pozůstatky této fáze formování Etny je možné pozorovat na odkryvech okolo města Acicestello, kde se vedle sebe nachází polštářová láva a hyaloklastika. O 300 000 let později se sopečná aktivita přesunula do nové oblasti, která leží jihozápadně od současného místa erupcí, kam se přesunula aktivita přibližně před 170 000 let, kdy začala vznikat přímá předchůdkyně dnešní Etny. Tehdejší erupce vybudovaly první větší těleso sopky, které odpovídalo stratovulkánu vlivem efuzivních a explozivních erupcí tholeiitického a alkalického složení hornin.

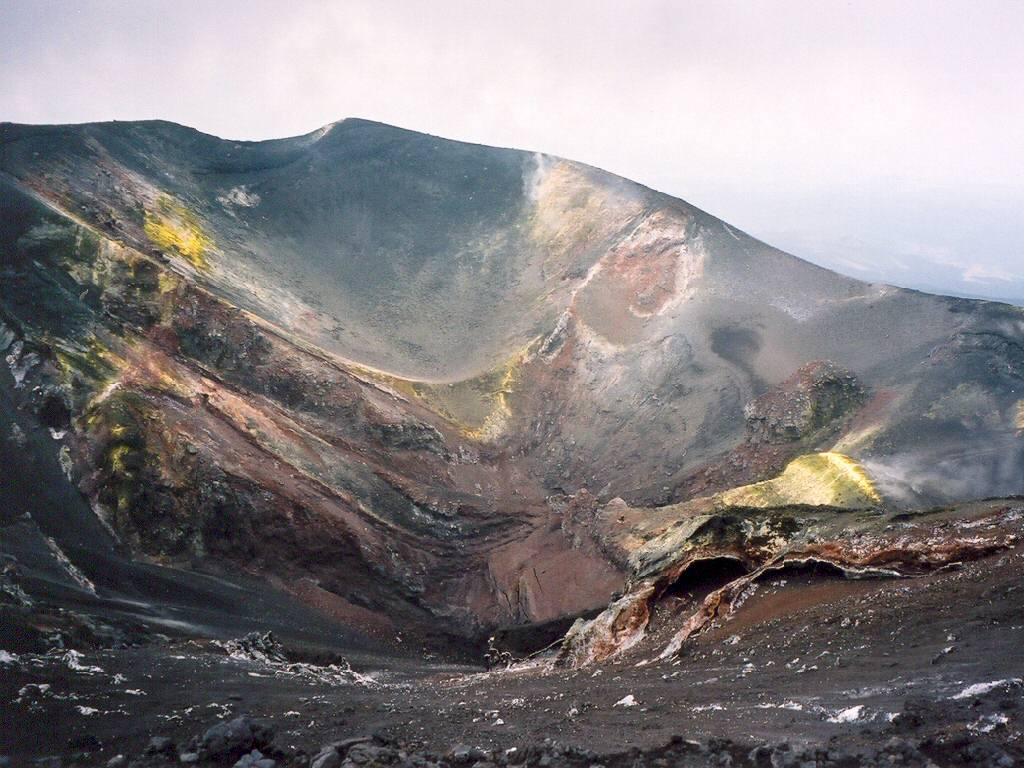
Kráter nedaleko Torre del Filosofo, přibližně 450 metrů pod vrcholem Etny

Následovalo období tzv. „Trifoglietto II“, kdy v oblasti existovalo několik stratovulkánů, které se vzájemně prorůstaly a překrývaly sopečnou aktivitou. Mezi tehdejší aktivní stratovulkány v oblasti patřily Triforglietto II, Vavalaci a Cuvigghiuni, které byly charakteristické alkalickými magmaty odpovídající trachyandezitům. V této době vlivem chemického složení narůstala síla explozivního vulkanismu, což vedlo ke zmenšování sopky explozemi a vznikem výrazných kalder. Na základě datování se odhaduje, že tato epizoda ve vývoji Etny probíhala před 80 či 63 000 lety. Těleso sopky postupně narůstalo, i když bylo příležitostně zmenšeno explozí či gravitačním sesuvem způsobeným silnou sopečnou erupcí.
Přibližně před 35 000 až 15 000 lety Etna se začala projevovat silnými explozivními erupcemi, během kterých vzniká obrovský pyroklastický proud, který uložil do okolí silné vrstvy ignimbritových usazenin, jež je možné pozorovat v okolí města Biancavilla severozápadně od Etny. Sopečný popel vyvržený do atmosféry Země byl následně unášen na velké vzdálenosti a byl pozorován až v jezerních sedimentech v Colli Albani nedaleko Říma, který je vzdálený přes 800 km severně od sopky. Tato událost byla pravděpodobně spojena se vznikem 3 kilometry široké kaldery Ellittico, jež byla později téměř zcela vyplněná mladším eruptivním materiálem a pohlcena dalším mladším kolapsem a vznikem další kaldery.
Před několika tisíci lety došlo na východním svahu hory ke katastrofickému kolapsu, který se podobal události při erupci Mount St. Helens v roce 1980. Sesuv zanechal za sebou obrovskou depresi na straně sopky známou jako Valle del Bove (údolí Býků). Takto vzniklá kaldera má v současnosti rozměry 5 × 7 km a je otevřena směrem k východu. Výzkum publikovaný v roce 2006 naznačuje, že k této události došlo přibližně kolem roku 6000 př. n. l. a vedl ke vzniku tsunami, která zdevastovala část východní oblasti Středomoří, kde se do dnešních dnů po ní zachovaly geologické důkazy. Mohlo by se jednat i o důvod, proč došlo k náhlému opuštění osídlení v oblasti Atlit Jam v Izraeli v této době, které leží v oblasti nižší, než je mořská hladina.
Strmé svahy oblasti Valley se zřítily v historii několikrát, čímž se obnažily jednotlivé vrstvy sopky dávající možnost snadno studovat historii erupcí Etny a došlo ke změně tvaru původní kaldery do současného. Nejmladší kolaps stěny kráteru Etny se odehrál přibližně před 2000 lety, kdy došlo k vytvoření současně se vyvíjející kaldery známé jako Piano Caldera. Předpokládá se, že vznik této dva a půl kilometru široké kaldery se odehrál v roce 122 př. n. l. ve spojitosti s explozivní erupcí, která se toho roku odehrála. Tato deprese byla později téměř celá vyplněna mladší lávou vzniklou mladšími erupcemi, ale i tak je její okraj stále dobře patrný jako příkře vystupující svah poblíž základny dnešního nového kužele vznikajícího v oblasti kráteru. V současnosti stále probíhají pochody měnící vzhled kalder a tvaru sopky. Jedna menší událost se odehrála například v roce 1669 a dá se předpokládat, že i do budoucna podobné pochody budou nastávat.
Výzkum podloží Etny ukázal, že Mohorovičićova diskontinuita se nachází v hloubce 27 km pod Etnou. Celá oblast Etny se pozvolna vyzvedává rychlostí 1 mm/rok, jak dokládají pleistocenní mořské sedimenty na jihovýchodních svazích Etny ve výšce 400 m n. m.

## Erupce

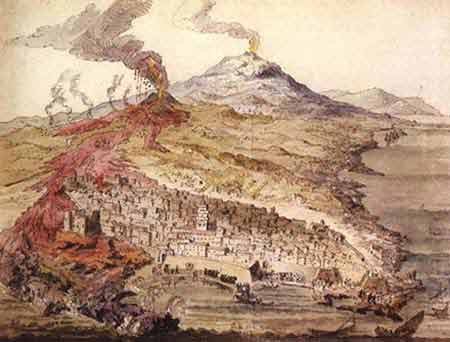
Vyobrazení erupce z roku 1669

Nejstarší záznamy o erupcích Etny jsou již ze starověku (135 n. l.). K jedné z nejmohutnějších erupcí došlo v roce 1669, kdy láva dosáhla města Catanie, jež částečně poničila. Další výjimečné erupce byly v roce 1910, kdy se vytvořilo 23 nových kráterů, v roce 1917 (láva tryskala do výšky až 800 m) a v roce 1923 – po této erupci láva vydržela horká 18 měsíců.
Poslední erupce jsou z let 1928, 1954, 1964, 1971, 1974, 1978, 1979, 1981, 1983, 1985, 1986, 1992, 2000, 2001, 2002, 2004, 2006, 2007, 2008, 2011, 2015, 2019 a 2025. V současné době je sopka činná v podstatě nepřetržitě.

### Historické erupce
Erupce v oblasti Etny mívají různý charakter, který se v průběhu času měnil a stále mění. Některé erupce se odehrávají přímo v místě jícnu (např. erupce z roku 2008) tvořeného čtyřmi krátery – Severovýchodním kráterem, Jihovýchodním kráterem a krátery Voragine a Bocca Nuova. Další erupce se odehrávají na svazích sopky, kde se nachází více než 300 depresí od malých děr až po velké krátery široké stovky metrů, ze kterých se nepravidelně valí magma na povrch. Erupce, které se odehrávají na vrcholu sopky, jsou často explozivního charakteru s charakteristickým sopečným oblakem, ale jen málokdy jsou nebezpečné pro obyvatele žijící poblíž sopky. Naproti tomu erupce na svazích sopky se občas odehrávají o stovky metrů níže, než je vrchol sopky, a také blíže k obydleným oblastem, kde mohou způsobit materiální škody i oběti na životech. Mnoho vesnic a malých městeček leží okolo kužele sopky či přímo na ní, a tak mohou být těmito výlevy snadno zasaženy. Od roku 1600 se na Etně odehrálo minimálně 60 sopečných erupcí, skoro polovina z nich se odehrála od začátku 20. století. Od začátku třetího tisíciletí došlo na Etně již k několika erupcím, a to v letech 2001, 2002–2003, 2004–2005, 2007, 2008, 2011, 2015, 2019 a 2025.
První záznam o erupci Etny pochází od řeckého historika Diodóra Sicilského, který žil v prvním století před naším letopočtem. Následně nejspíše první popis erupce pochází od římského básníka Publia Vergilia Marona v jeho eposu Aeneis:

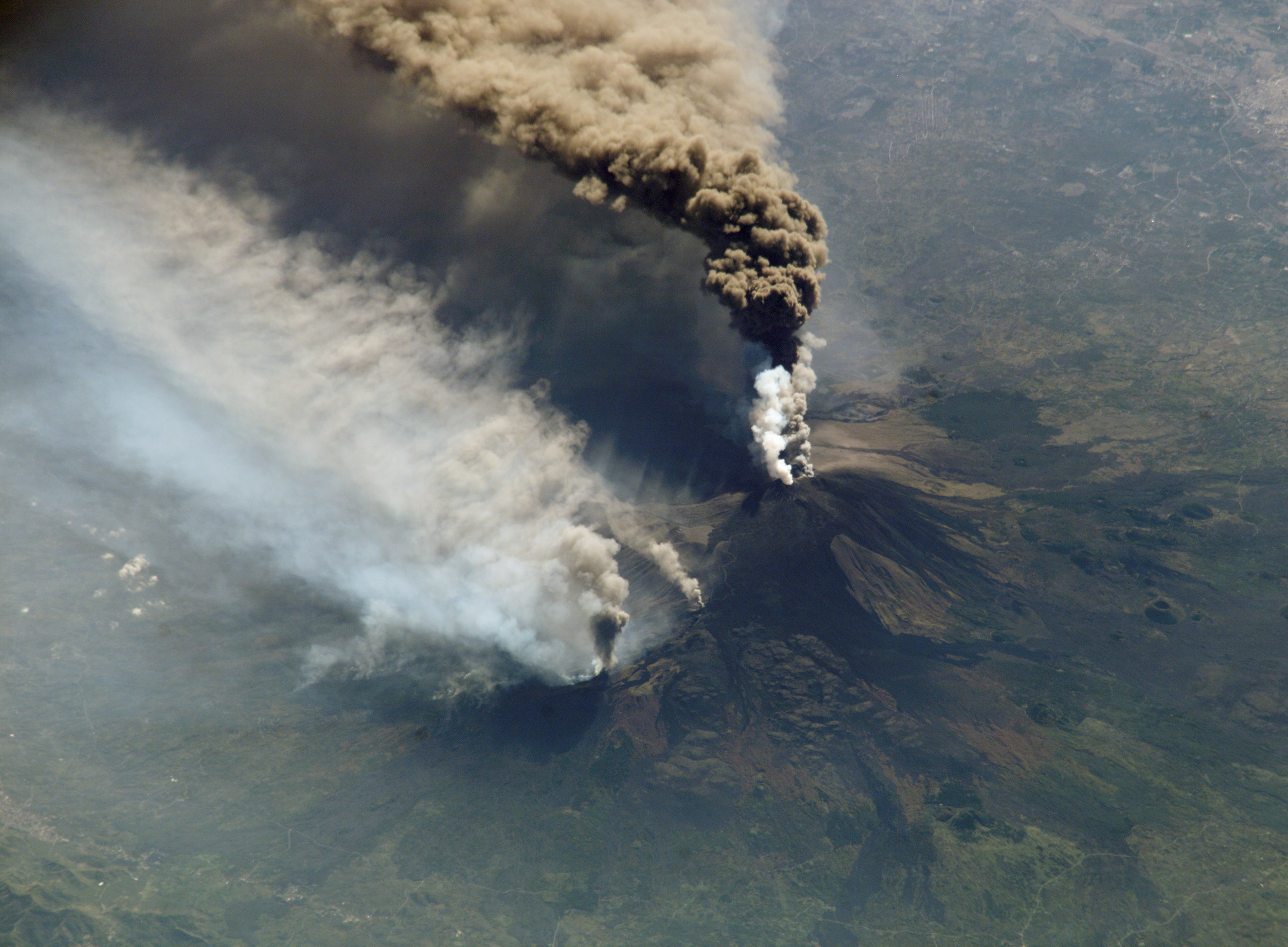
Erupce Etny v roce 2002, snímek pořízen z Mezinárodní vesmírné stanice

Portus ab accessu ventorum immotus et ingens

ipse; sed horrificis iuxta tonat Aetna ruinis;

interdumque atram prorumpit ad aethera nubem,

turbine fumantem piceo et candente favilla,

attollitque globos flammarum et sidera lambit;

interdum scopulos avolsaque viscera montis

erigit eructans, liquefactaque saxa sub auras

cum gemitu glomerat, fundoque exaestuat imo.
(3.39)

Přístav nesmírný a nedotknut přístupem větrů

tam sice jest, ale Aetny oheň v hoře strašlivě hřímá,

někdy ona k nebesům vír dýmu vymršťuje černý

a z chomolů smolných sype hustý popela příval,

a znova vyšlehaným plamenem nebes oblohu líže.

Někdy celé skaliny, odtrhlé útrobě vlastní,

plije a roztopené kamení hází do povětří

s ohromným stonotem a řváním ze dna propasti.
Vergilius, Aeneis, kniha třetí, verše 570–577

V roce 396 př. n. l. erupce Etny údajně zmařila snahu Kartáginců proniknout do Syrakus v době první sicilské války.

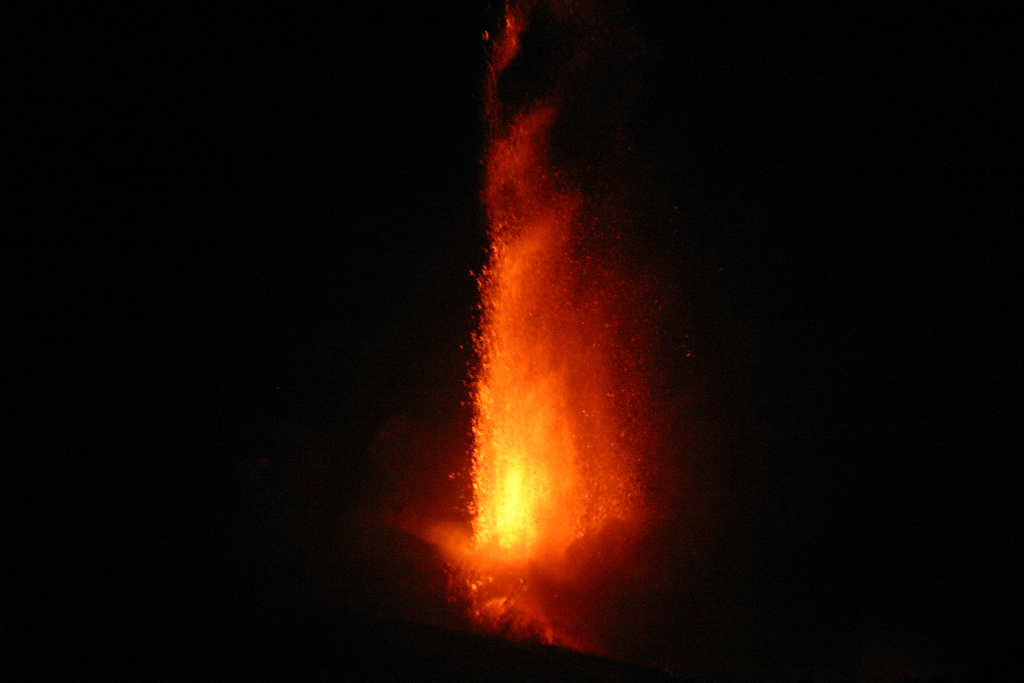
Pohled na noční erupci Etny v září 2007. Pozorovaná z oblasti jihovýchodního okraje kráteru

Silná explozivní erupce pliniovského typu, která vytvořila pyroklastický sloup tvořený plyny, popelem a dalšími pevnými částečkami, se odehrála kolem roku 122 př. n. l., což se projevilo silným spadem tefry jihovýchodně od sopky. Zasaženo bylo například město Catania, kde silná vrstva tefry způsobila kolaps mnoha střech. Jako pomoc postižené oblasti rozhodla tehdejší římská vláda, že postižená oblast nebude muset platit daně po dobu deseti let.
V roce 1669 došlo k nejsilnější erupci jejímž vlivem bylo poničeno město Catania. Před samotnou erupcí oblast zasáhlo silné zemětřesení a následně 11. března se otevřela trhlina z Nicolosi až k centrálnímu kráteru. Po celé délce trhliny byly aktivní malé sopky, které chrlily magma na povrch.

### Současné erupce

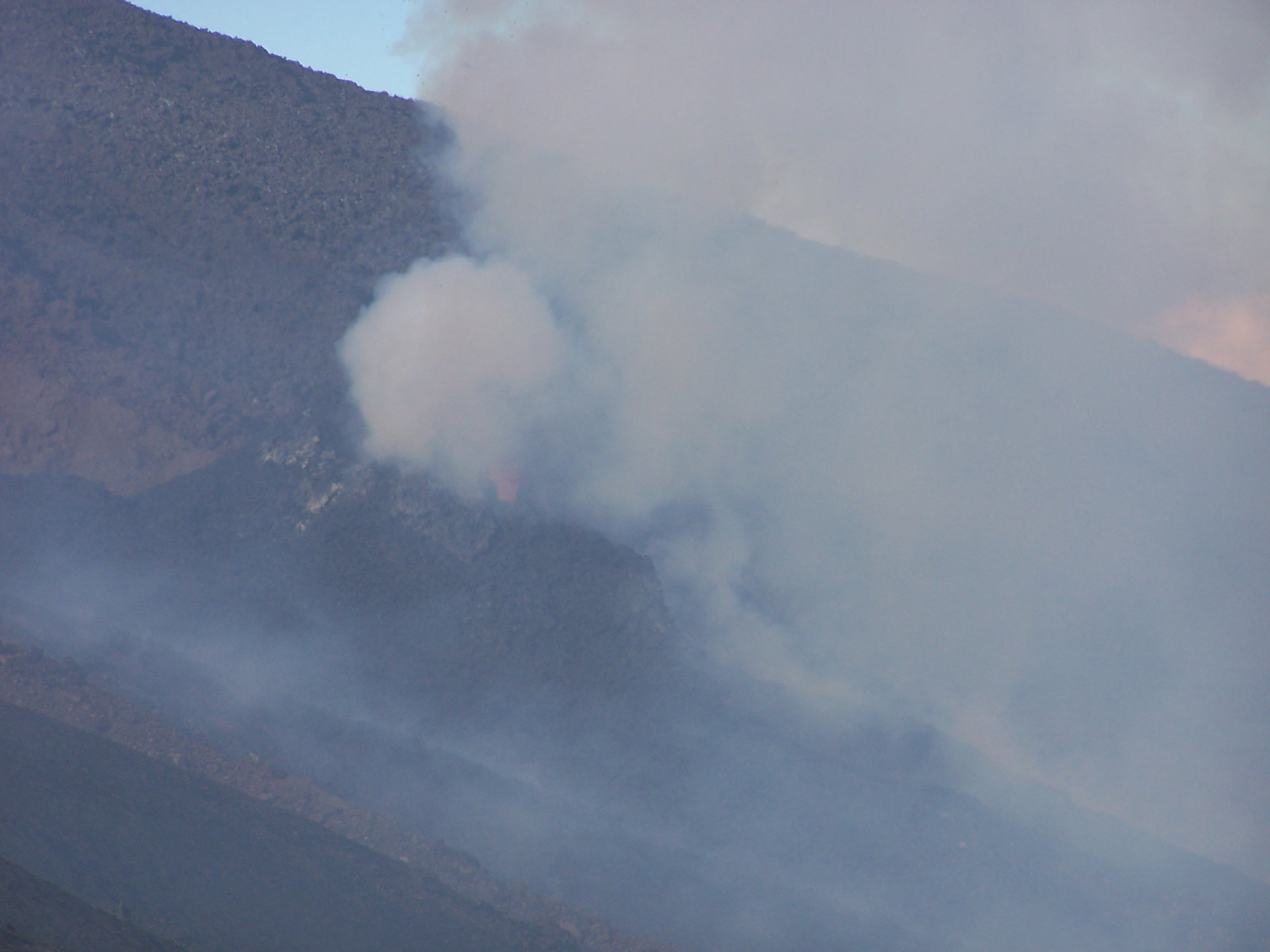
Erupce Etny v roce 2002 při pohledu na jihovýchodní kráter, fotografie pořízena z oblasti Torre del Filosofo

Další velký lávový proud způsobený erupcí v roce 1928 byl první a od roku 1669 i jediný lávový proud, který svojí silou zasáhl hustě obydlenou oblast v okolí Mascali. Erupce začala 2. listopadu 1928 vysoko na severovýchodní straně sopky, ale později se otevřela nová trhlina níže, ze které na povrch začala proudit další láva. 4. listopadu se následně otevřela další trhlina, čímž měl lávový proud již tři zdroje roztaveného materiálu. Tato trhlina se otevřela ve výšce 1200 metrů nad mořem, zcela netypicky nízko, v oblasti známé jako Ripe della Naca. Pod touto oblastí se nacházela vesnice Mascali, která byla během dvou dnů téměř zcela zničena. Pouze kostel a několik málo okolo stojících budov v severní části obce zvané Sant'Antonino tuto událost přežilo. Během několika dní, kdy erupce pokračovaly, došlo k přerušení vlakového spojení mezi Messinou a Catanií a zničení vlakové zastávky v obci Mascali. Událost byla následně využita italským fašistickým režimem Benita Mussoliniho k propagandistickým účelům, kdy byla oslavována rychlá první pomoc, evakuace a znovuobnova poničených oblastí. Obec Mascali byla později vybudována na jiném místě a nad sochou Ježíše Krista před přeživším kostelem byla umístěna pochodeň – symbol fašistů v Itálii. V listopadu 2008 proběhla v obci připomínková akce zničení obce za účasti řady pamětníků a očitých svědků, kteří popisovali jejich zážitky z tehdejší erupce.
Další významné erupce ve 20. století se odehrály v letech 1949, 1971, 1981, 1983 a 1991–1993. V roce 1971 láva pohřbila astronomickou observatoř Etna vybudovanou v 19. století, zničila první generaci lanovky vedoucí k vrcholu a vážně ohrožovala existenci obcí Sant Alfio a Fornazzo na východním úbočí sopky. Touto erupcí došlo ke vzniku nového sopečného vrcholu pojmenovaného Jihovýchodní kráter. V březnu 1981 město Randazzo na severozápadním svahu jen těsně uniklo zničení atypicky rychlými lávovými proudy, které se kolem města prohnaly. Byly velice podobné proudu z roku 1928, který zničil obec Mascali. Mezi roky 1992 až 1993 došlo k ohrožení města Zafferana, ale vlivem značného úsilí se podařilo město zachránit jen se ztrátou jedné budovy a několika stovek metrů městské zeleně. K záchraně přispělo vybudování kamenných valů do cesty postupujícího proudu. Předpokládalo se, že valy vytvoří lávě hráz a že přísun nového materiálu ustane dříve, než za nimi vznikne lávové jezero natolik silné, aby valy silou prorazilo a láva by mohla pokračovat přímo na město Zafferana. Nicméně erupce pokračovala a hráze láva časem překonala a v tečení směrem k městu pokračovala. Následně bylo rozhodnuto, že blízko místa erupce budou použity výbušniny k přerušení lávových kanálů a tunelů, které velice efektivně transportovaly lávu na vzdálenost 7 kilometrů, aniž by se láva výrazně chladila a zpomalovala. Hlavní exploze se odehrála 23. května 1992 a vedla ke zničení lávového tunelu, načež láva začala téct novým uměle připraveným korytem, které jí odvedlo daleko od Zafferana. Předpokládalo se, že vytvoření nového koryta směrem k městu by lávě trvalo měsíce. Krátce po explozi klesla rychlost lávové erupce a během jejího doznívání až do 30. března 1993 se již nikdy nepřiblížila do blízkosti města.

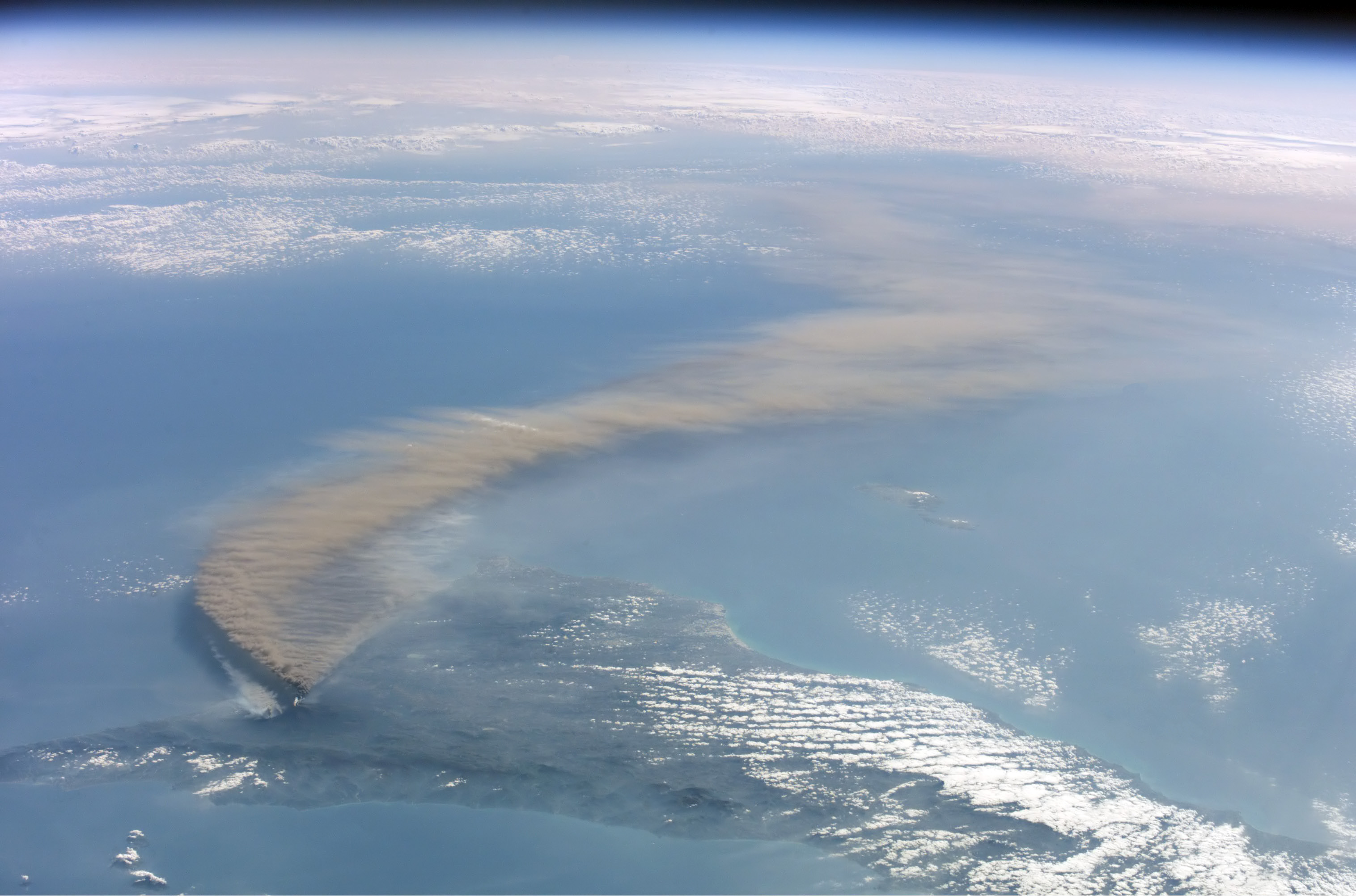
Erupce v roce 2006 při menším přiblížení. Dobře viditelný je pyroklastický mrak unikajících sopečných plynů a drobných pevných částic v atmosféře

Mezi lety 1995 až 2001 nastalo období netradičně vysoké aktivity čtyř kráterů na vrcholu Etny, ale až během června až srpna 2001 došlo k prvnímu lávovému výlevu na svazích Etny. Tato erupce, která byla živena vystupujícím magmatem ze sedmi prasklin převážně situovaných na jižním svahu, byla silně sledována masmédii, jelikož se odehrála v období vrcholící turistické sezóny a současně se v Itálii nacházelo velké množství reportérů a televizních štábů kvůli zasedání G8 v Janově. Erupce probíhala taktéž nedaleko jedné ze snadno dosažitelné turistické oblasti, takže mohla být hojně pozorována turisty. Erupce měla na svědomí poničení horní stanice lanovky poblíž Etna Sud a dalšího turistického zázemí.
Mezi roky 2002 a 2003 se odehrála další silná erupce, jedna z nejsilnějších za posledních 150 let, která vyvrhla do atmosféry obrovské mračno materiálu, které bylo lehce viditelné z vesmíru. Důvodem vzniku takto výrazného mračna byl kontakt vystupujícího magmatu s podzemní vodou, nárůstu tlaku a explozi. Část materiálu z tohoto mračna spadla na území Libye a řeckého ostrova Kefalonia, poté, co překonalo 600 km jižním směrem přes Středomoří. Seismická aktivita během erupce otevřela mezi 26. a 27. říjnem 4 kilometry dlouhou trhlinu, která se projevovala havajským typem erupcí i strombolským. Otřesy současně způsobily sesuv východního svahu o dva metry, což způsobilo množství poškození budov. Erupce současně zcela zničila turistickou stanici Piano Provenzana na severovýchodním svahu a část stanice „Etna Sud“ okolo Rifugio Sapienza na jižním svahu. Část erupce byla nafilmována společností Lucasfilm a následně použita v roce 2005 ve filmu Star Wars: Epizoda III – Pomsta Sithů jako krajina planety Mustafar. Rifugio Sapienza je poblíž stanice lanovky, která byla zničena předchozí erupcí v roce 1983 a která byla následně znovuvybudována.
V září 2004 a v březnu 2005 se Etna částečně uklidnila a probíhaly jen pozvolné lávové výlevy v oblasti jihovýchodního svahu ve vyšších polohách. Silnější erupce se opět projevily až mezi červencem až prosincem v roce 2006 v oblasti Jihovýchodního kráteru, načež následovaly čtyři epizody výtrysku magmatu pod tlakem, čímž vznikly lávové fontány v téže oblasti Jihozápadního kráteru ve dnech 29. března, 11. dubna, 29. dubna a 7. května 2007. V polovině srpna 2007 se částečně změnil chemismus magmatu a tím i druh erupce, Etna se začala projevovat produkcí popela a strombolským typem erupcí v oblasti východně od Jihovýchodního kráteru.

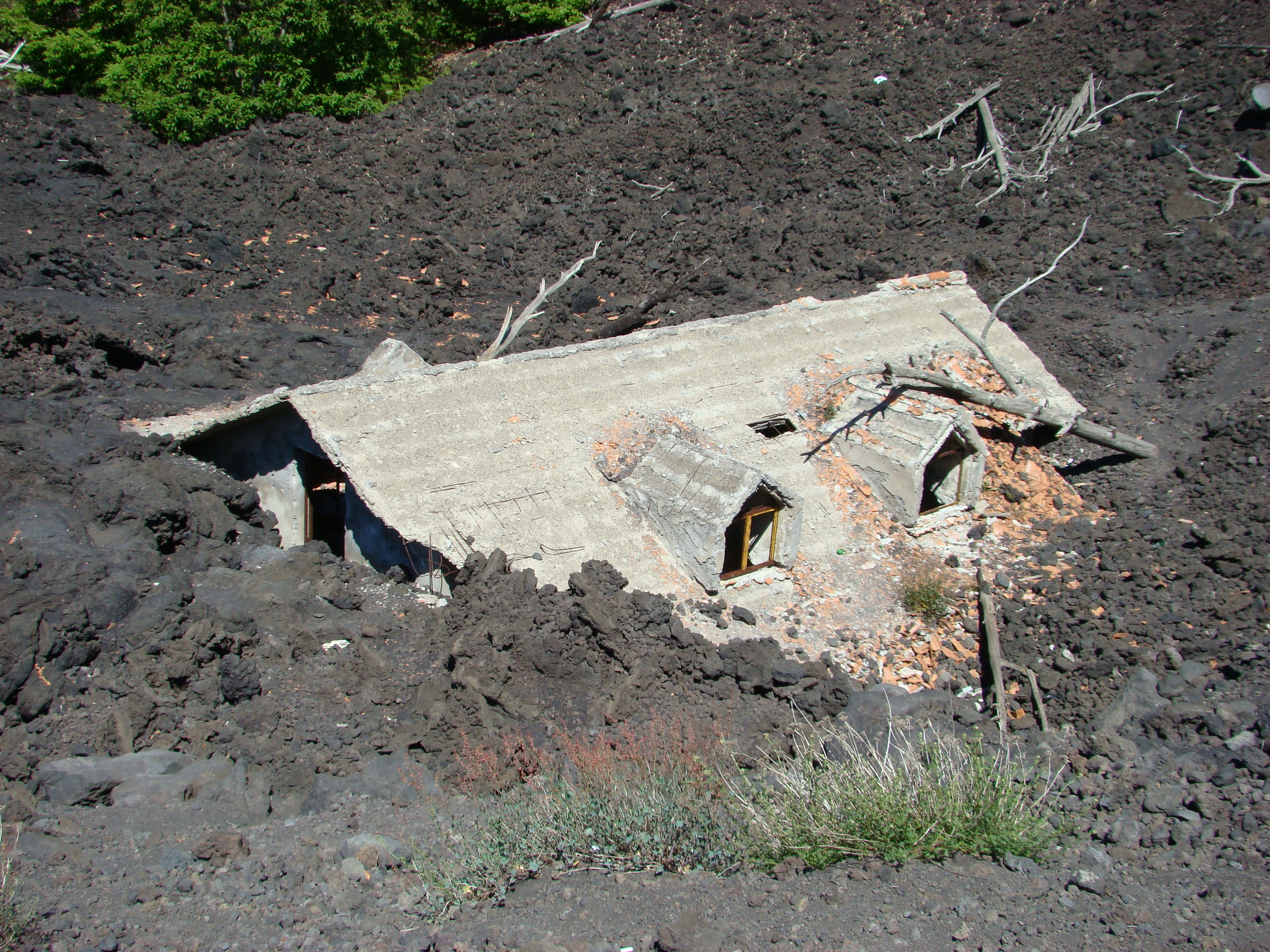
Dům zničený lávovým proudem na svahu Etny

4. října 2007 Etna hlasitě explodovala okolo 20:00 místního času za vyhození lávy přibližně do výšky 400 metrů, čímž se dostalo do atmosféry opět značné množství materiálu, který byl následně transportován nad okolní vesnice a města, kde spadl. Erupce se opět odehrála v oblasti Jihovýchodního kráteru a byla vidět z velké části Sicílie. Příštího rána mezi 5 až 7 hodinou došlo k postupnému uklidnění erupce. Kvůli erupci ale muselo být z bezpečnostních důvodu v průběhu noci uzavřeno letiště Catania-Fontanarossa pro veškeré lety. Podobná událost se odehrála později v noci ze 23. na 24. listopadu 2007, trvala 6 hodin a způsobila spad popela a lapill na severní straně sopky. Zdrojem erupce byl podobně jako v předchozích případech Jihovýchodní kráter. Následujících několik měsíců probíhala jen minimální eruptivní i seismická aktivita v oblasti Jihovýchodního kráteru. Další silná erupce proběhla pozdě odpoledne 10. května 2008, která ale vlivem špatného počasí nebyla z větší části pozorovatelná v oblasti kráteru. Po erupci se do níže položené Valle del Bove oblasti dostalo několik lávových proudů. Erupce trvala přibližně 4 hodiny.
Dne 13. května 2008 ráno začala nová sopečná erupce, která byla doprovázená rojem 200 menších zemětřeseních a deformací povrchu v oblasti vrcholku sopky. Odpoledne téhož dne se otevřely dvě nové praskliny v nadmořské výšce 2650 respektive 3050 metrů s množstvím depresí, které se začaly projevovat strombolským typem erupcí a produkcí lávových proudů, jež začaly klesat do Valle del Bove. Během následujících 24 hodin urazil lávový proud přibližně 6 km východním směrem, kde náhle zpomalila až se zastavila ve vzdálenosti 3 km od nejbližší vesnice Milo. Mezi 16. až 18. květnem narostla produkce popela, což vedlo ke vzniku malého mračna nad sopkou. Ke konci května a v prvním týdnu června pokračovala aktivita na nízké úrovni, kdy láva vytékala do vzdálenosti jen několika set metrů od místa úniku. 8. června došlo k náhlému zvýšení aktivity. Během následujícího týdne byla tekoucí láva již 5 kilometrů od svého původního zdroje a po celý červen a červenec pokračovaly pozvolné erupce strombolského typu ze dvou prasklin ve výšce 2800 m nad mořem, což vedlo ke vzniku 4 km dlouhému proudu. Aktivita v polovině července se projevovala hlasitými detonacemi, které byly zaznamenány v několika okolních městech. Na konci července tyto detonace ustaly, ale výlevy lávy stále pokračovaly pozvolnou rychlostí tvořící jen krátké lávové proudy do maximální délky 1 km.
Dne 13. listopadu 2008, šest měsíců po utlumení aktivity, došlo k opětovným erupcím na svazích Etny, které se projevovaly nízkou rychlostí a stabilitou. Staly se nejdelší ze čtyř erupcí, které zatím ve třetím tisíciletí proběhly. Předchozí erupce z roku 2001, 2002–2003 a 2004–2005 trvaly pouze 3 týdny, 3 měsíce, respektive 6 měsíců.

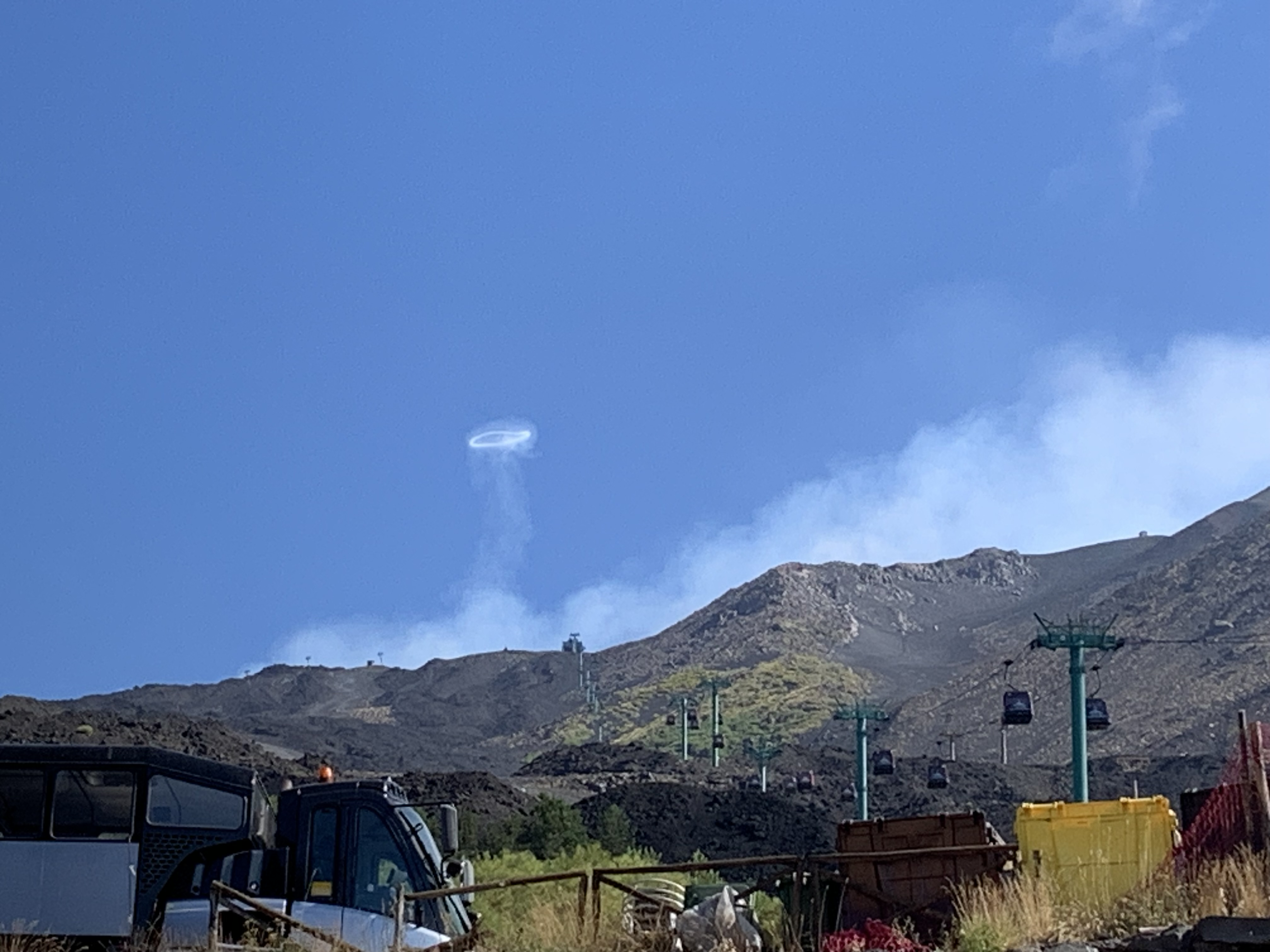
Kouřový kroužek nad sopkou Etna, pozorovaný 9. srpna 2023 od dolní stanice lanovky v Nicolosi, u Rifugio Sapienza

Dne 7. listopadu 2009 došlo k erupci strombolského typu na východním svahu Jihozápadního kráteru, o den později se v hloubce 10 km odehrálo zemětřesení o síle 4,4.
23. listopadu 2013 byla u Etny, během její paroxysmální erupce, zaznamenána nejvyšší lávová fontána na Zemi. Po dobu 18 minut si stabilně držela výšku 2500 m. Ovšem na krátký okamžik dosáhla rekordní výšky 3400 metrů. Byla tudíž vyšší než výška samotné hory. Ta v té době měřila 3329 m.

## Neobvyklé úkazy
V 70. letech 20. století bylo údajně v okolí Etny pozorováno několik kouřových kroužků, jež jsou u sopek velice řídké. V roce 2000 došlo k opětovnému pozorování tohoto atypického útvaru v okolí sopky. Během erupce došlo k tomu, že vypuštěný oblak kouře měl kruhový tvar podobně, jako když kuřáci vytvoří ústy kouřový kroužek. Takto vzniklý útvar stoupal z jícnu sopky vzhůru po dobu až 10 minut, než se vlivem proudění vzduchu rozpadl. Kroužky byly pozorovány v oblasti kráteru Bocca Nuova, ze kterého unikly, následně dorostly průměru 100 až 200 metrů ve výšce okolo 1000 metrů nad povrchem. Kouřové kroužky byly pozorovány také 9. srpna 2023, viz přiložená fotografie.

## Význam

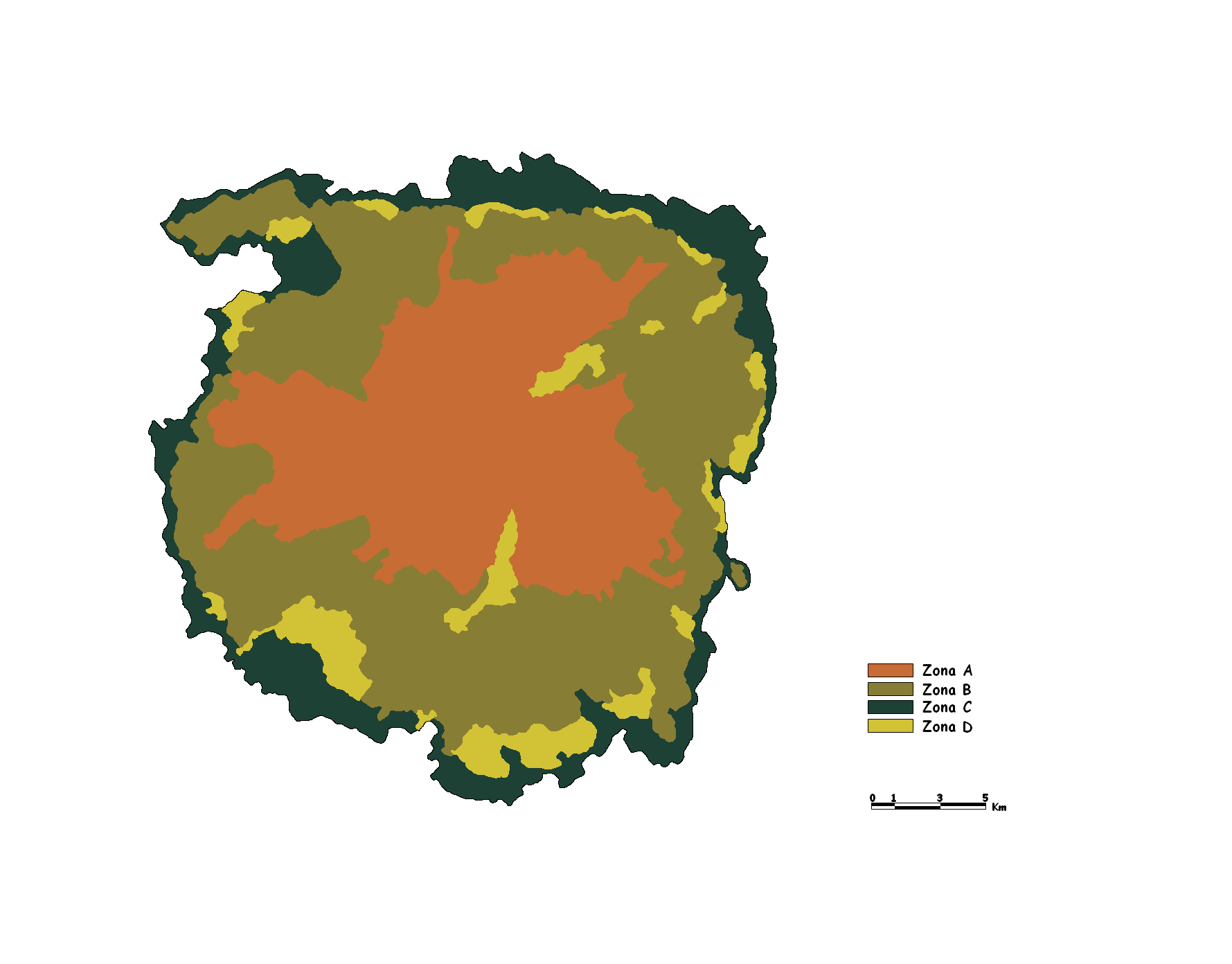
Ilustrace zachycující jednotlivé zóny národního parku

### Přínosy
Etna je pro svoji snadnou dosažitelnost hlavní turistickou atrakcí, která přitahuje každoročně až milión (údaj pravděpodobně k roku 2004) turistů do oblasti Sicílie. Každoroční příliv turistů, kteří chtějí spatřit aktivní sopku, dává práci většině lidí v oblasti v terciárním sektoru služeb, ať už se jedná o pohostinství, ubytovací kapacity či prodej suvenýrů. Etna je společně se Stromboli po Havajských sopkách pravděpodobně nejnavštěvovanější sopečná oblast na světě.
Etna společně se Stromboli sehrála důležitou roli ve vývoji zařízení a sopečné turistiky v průběhu historie, když se stala centrem turistického ruchu již od druhé poloviny 19. století. Důvodem zájmu se stala neobvyklá krajina, okolní scenérie, která přitáhla zájem malířů a umělců 18. a 19. století, kteří oblast zprofanovali mezi širokou veřejnost. Nepravidelné turistické návštěvy trvaly až do první poloviny 20. století. Od 60. let 20. století do oblasti začala směřovat masová turistika organizovaná cestovními kanceláři. Od 50. let 20. století je v oblasti Etny zaznamenán soustavný nárůst turistů. V listopadu roku 2002 bylo otevřené nové muzeum věnované Etně ve městě Nicolosi. Nejstarší informační centrum o Etně Refugio Sapiensa se nachází v ležící 1900 m n. m., odkud se řada turistů vydává na vlastní nebezpečí zdolávat vrcholky Etny. V současnosti přístup na Etnu zajišťuje čtveřice silnic, které vedou do dvou hlavních turistických center. Samotný vrchol s krátery je od úmrtí devíti turistů v roce 1979 pro návštěvníky uzavřen, ale za dobrého počasí a klidné Etny je možné se na vrchol ke kráterům vydat s turistickým průvodcem.
V oblasti okolo Etny včetně jejího masívu se nachází národní park vyhlášený v roce 1987 jako reakce na narůstající turismus.
Sopečné erupce vyvrhují do okolí sopky materiál, který je velice úrodný a zúrodňuje okolí sopky, což v jejím okolí umožňuje masivní pěstování vinné révy, různých druhů ovoce, farmaření atd. Každá sopečná erupce tak přináší nové živiny, které se v následujících letech po jejich vyvržení na povrch budou uvolňovat.

### Nebezpečí

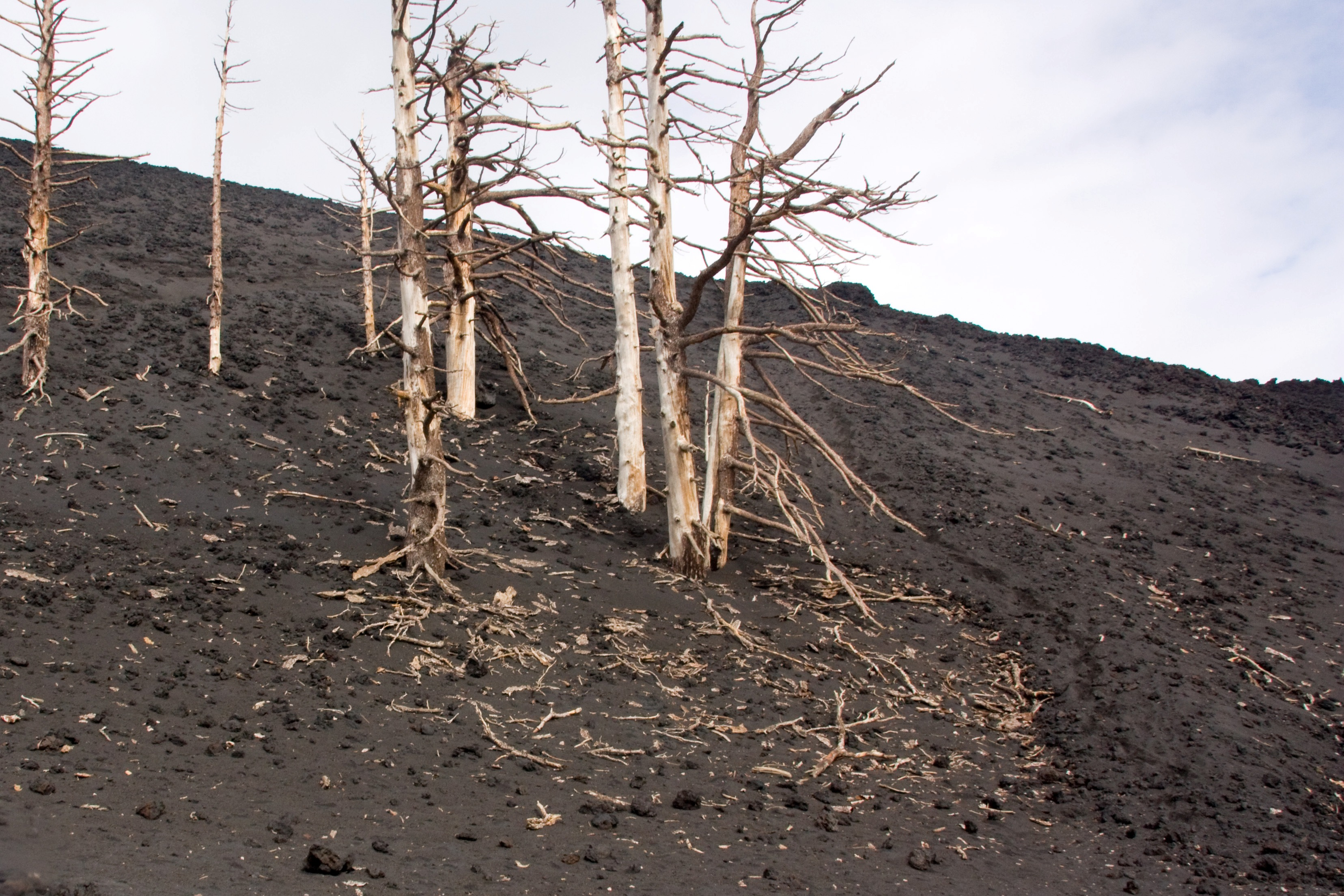
Les na svahu Etny zničený množstvím spadlé tefry

Etna se projevuje několika druhy nebezpečí, ať už se jedná o erupce, úniky sopečných plynů, gravitačními kolapsy či spadem tefry do okolí. Různé formy nebezpečí mají rozdílný rozsah, množství materiálních škod a možností jejich předpovídání a případné obraně. Mezi ty, se kterými lidé mohou bojovat, patří lávové proudy. V případě, že směřují na obydlené oblasti, snaží se je odpovědné složky odklonit či případně zastavit a to za pomoci nového koryta, kterým by láva odtékala mimo ohroženou oblast či například explozemi, které by měly přehradit lávový tunel či koryto a donutit lávu změnit směr.
V oblasti Etny existuje systém včasné výstrahy, který má varovat obyvatelstvo v případě náhlého nebezpečí způsobeného erupcí. Mezi vážná nebezpečí zasahující velké oblasti patří spad tefry vznikající během erupce. Menší částice jsou schopné cestovat desítky kilometrů, kde pak padají a zasypávají oblasti částicemi v podobě prachu a lapil. Tento oblak představuje nebezpečí jak pro leteckou dopravu tak v případě silného spadu i pro spádové oblasti, kde narušuje automobilovou dopravu a může způsobit i zřícení střech budov. V současnosti v oblasti existuje systém, který poloautomaticky vyhodnocuje potenciální nebezpečí spadu tefry a směru větru a v případě potřeby informuje příslušné orgány civilní správy.

## Etna v kultuře
Dle řecké mytologie je sopka Etna spojována se soubojem Dia s největším z titánu Týfónem, synem Tartara a matky země Gai. Po souboji mezi nimi byl Týfón poražen a Zeus utíkajícího titána dostihl v oblasti Sicílie, kde na něj svrhl horu Etna. Když byl Týfón uvězněn pod Etnou, všech 100 jeho hlav se okamžitě pokusilo dostat na povrch, což se projevilo v množství erupcí a sloupů kouře. Pokaždé když Etna začne soptit, dle pověstí se Týfón pokouší uniknout pod tíhy Etny na povrch.

## Turistika

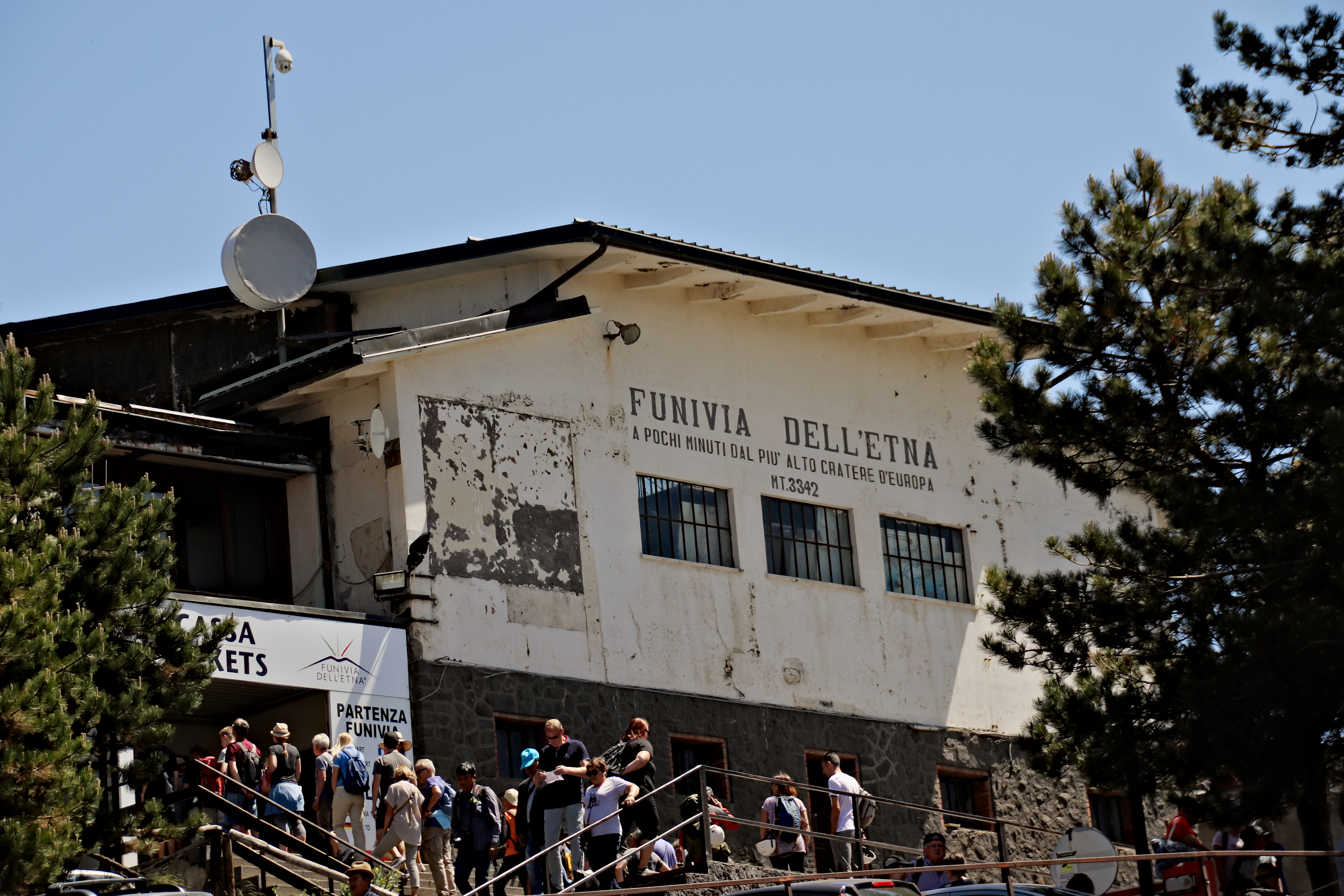
Dolní stanice lanovky na Etnu (1923 m n. m.)

Etna je v současné době oblíbeným turistickým cílem. Výstup až k hlavnímu kráteru je možný pouze s turistickým průvodcem. Bez průvodce je možné vystoupat pouze na Torre del Filosofo. Pro méně zdatné turisty je možné využít dopravu lanovkou a následně autobusy 4x4 na tuto plošinu.